# Estación de Nur-Sultán-Nurly Jol
Astaná-Nurly Jol (en kazajo: Астана Нұрлы жол, en ruso: Астана Нурлы Жол) es la principal estación de ferrocarril en Astaná, la capital de Kazajistán. Como parte de la construcción de infraestructura para la Expo 2017, la estación se encuentra cerca del callejón Mynzhyldyk con una nueva capacidad de 35 000 pasajeros, se inauguró el 1 de junio de 2017.
El edificio de la estación de 45 000 m² tiene un espacio cerrado de 110 000 m², un estacionamiento de 70 000 m² y plataformas ferroviarias de 2550 m de largo. Fue diseñado por la empresa turca Tabanlıoğlu Architects. El diseño obtuvo el primer lugar en el Premio MIPIM AR Future Projects.
La estación pasó a llamarse Nur-Sultan-Nurly Zhol después de que la ciudad cambió su nombre. Antes de la inauguración de la nueva estación, los trenes llegaban y salían de Astaná-1, la antigua pero remodelada estación que se encuentra próxima a Nur-Sultán-Nurly Jol.